# Hypsodontus
Hypsodontus — вимерлий рід Bovidae з підродини Hypsodontinae. Спочатку він був описаний з одного фрагмента щелепи типового виду H. miocenicus Sokolov, 1949, знайденого на Північному Кавказі, середній міоцен. Включає п'ять видів.

## Характеристика
Розмір середній. Моляри з відносно високими коронками, без додаткових колонок і горбків. Другі й треті моляри з чіткими зовнішніми складками на передніх краях; інші — закруглені. Талонід третього моляра вузький.